# Сапега, Лев Иванович
Лев Ива́нович Сапе́га (пол. Lew Sapieha, бел. Леў Сапега; 4 апреля 1557, Островно, Витебское воеводство — 7 июля 1633[…], Вильна) — государственный и военный деятель Великого княжества Литовского, дипломат и политический мыслитель, в 1585—1589 годах подканцлер литовский, в 1589—1623 годах канцлер великий литовский, с 1623 года виленский воевода, с 1625 года гетман великий литовский.

## Ранние годы
Происходил из магнатского рода Сапег герба «Лис». Старший сын старосты дорогичинского и подстаросты оршанского Ивана Ивановича Сапеги (ум. 1580) и Богданы Друцкой-Соколинской. Воспитывался в несвижском имении Николая Радзивилла Чёрного, который затем послал его учиться в Лейпцигский университет.

## Государственные посты
Службу начинал писарем в городской канцелярии города Орши.
Начав службу с самых нижних ступенек в государственной иерархии, Лев Сапега в возрасте 70 лет достиг наивысшего поста в Великом княжестве Литовском — великого гетмана, то есть военного министра и главнокомандующего войсками. Эта должность позволяла принимать решения, не согласовывая их с королём польским и великим князем литовским. На должности городского писаря прослужил достаточно долго, затем мощным толчком в его карьере послужило личное знакомство с королём и великим князем Стефаном Баторием.
В 1581 году стал писарем Великого княжества Литовского. Совместно с тогдашними канцлером и подканцлером он участвовал в создании Главного Трибунала ВКЛ.
С 1581 года был королевским писарем при Стефане Батории, затем подканцлером (c 1585 по 1589 годы) и великим канцлером Великого княжества Литовского (с 1589 по 1623 годы).
Добровольно отказался от этой должности, чтобы усилить своё влияние и влияние клана Сапег(ов) в Великом княжестве Литовском и всей Речи Посполитой.
Во время выборов короля Речи Посполитой 1587 года был сторонником избрания на престол русского царя Фёдора Ивановича. Однако несогласие царя с рядом условий избрания, а также плохая подготовка к выборам привели к тому, что Федор Иванович так и не участвовал в выборах.
С 1621 года — виленский воевода, с 1625 года — великий гетман Великого княжества Литовского. Проявил себя на заключительном этапе Ливонской войны (1558—1583).
Сформированный им ещё в молодости на собственные средства гусарский полк успешно действовал в битве при Великих Луках и осаде Пскова.
Позднее возглавлял посольства Великого княжества Литовского, в продление Ям-Запольского мира (1582) заключавшие мирные договоры с Фёдором Иоанновичем и Борисом Годуновым (1600). В Смутное время участвовал в подготовке интервенции войск Речи Посполитой в Московское царство, поддерживал Лжедмитрия I и Лжедмитрия II. В его слонимском имении воспитывался лже-Ивашка I — Ян Фаустин Луба, который якобы был сыном Марины Мнишек от Лжедмитрия II.
Двоюродный брат Л. И. Сапеги, Ян Петр Сапега, в 1608—1611 годах командовал войсками Лжедмитрия II, затем перешёл на сторону короля Сигизмунда III.

## Уния
Родился в православной семье, перешёл в кальвинизм, в 1588 году принял католичество. Был сторонником воссоединения христианской церкви, поэтому деятельно участвовал в подготовке церковной унии (Брест, 1596), поддерживал её саму, но не жёсткие меры её претворения в жизнь.

## Трибунал и Статут
Некоторые историки приписывают Льву Сапеге инициативу создания выдающегося памятника правовой и политической мысли Европы — Статута Великого княжества Литовского 1588 года, добавляя при этом, что он был основным разработчиком кодификации.
Статут Великого княжества Литовского 1588 года — не собрание законов, а кодификационный акт, который определял государственное устройство Великого княжества Литовского.
На коронационном сейме в январе 1588 года выступил с речью, убеждающей короля и великого князя Сигизмунда III Вазу и сейм Речи Посполитой утвердить новую редакцию статута. Стараниями Льва Сапеги Третий Литовский статут был издан, вследствие широкого употребления неоднократно переиздавался, был переведён на польский язык, затем на русский, поскольку в качестве кодекса законов действовал на территории Литвы и Белоруссии до 1840 года, когда на территорию бывшего Великого княжества Литовского было распространено российское имперское законодательство.

## Поздние годы
Последние годы жизни Лев Сапега занимался упорядочиванием архивов Литовской метрики. Был основателем ряда костёлов, в том числе и костёла Святого Михаила в Вильне, где и захоронен его прах.
Умер 7 июля 1633 года.
В храме справа от алтаря сохранилось мраморное надгробие Льва Сапеги и двух его жён — Елизаветы, урождённой Радзивилл, и Дороты, урождённой Фирлей, в стиле барокко.

## Память
- В 1602 году шведский автор Грегор Ларсен, более известный под греческим псевдонимом Барастус, издал в Браунсберге (Восточная Пруссия) на латыни панегирик Льву Сапеге под названием «Panegyrica illustri magnifico domino D. Leoni Sapiehae M. D. Lithuaniae cancellario…»[10].
- В 1995 году была выпущена почтовая марка Белоруссии, посвящённая Сапеге.
- В Белоруссии действует Просветительское общественное объединение «Фонд имени Льва Сапеги».
- Имя Льва Сапеги присвоено улицам в Минске, Могилёве, Вильнюсе (Литва), посёлке Хольневичи (Крупский район Минской области), Островно (Бешенковичский район Витебской области), деревне Придвинье (Бешенковичский район Витебской области), Белыничи, а также площадь в Слониме.
- В 2010 году в городе Лепеле по случаю празднования Дня города был установлен памятник (скульптор Л. Г. Оганов)[11]
- В 2019 году в городе Слониме к XXVI Дню белорусской письменности был установлен памятник (скульпторы В. А. Пипин, И. Я. Миско, С. А. Логвин)[12]
- Национальным банком Республики Беларусь 30 декабря 2010 года была выпущена в обращение серебряная монета «Леў Сапега» («Лев Сапега») серии «Укрепление и защита государства»[13].
- Сапега стал персонажем романа Ю. И. Фёдорова «Борис Годунов».

## Издания
- Б43 Белорусские мыслители XVI–XVII вв. Избранные труды. – Минск : Редакция журнала «Промышленно-торговое право», 2017. – 320 с. – (Наследие права)[14]. Издание приурочено к 500-летию белорусского книгопечатания. В данное издание вошли избранные произведения белорусских мыслителей XVI – XVII вв. – Ф. Скорины, А. Волана, М. Литвина, А. Олизаровского, Л. Сапеги, Х. Филалета – посвящённые актуальным проблемам взаимосвязи права с философией, религией, государственностью, политикой и явлениями жизни общества того времени.